# Liste des ponts sur la Moselle
La Moselle prend sa source dans le massif des Vosges, elle traverse toute la Lorraine du sud vers le nord avant de servir de frontière naturelle entre le Grand-Duché de Luxembourg et l'Allemagne puis traverse une partie de l'Allemagne jusqu'à Coblence, lieu de sa confluence avec le Rhin.

## Liste

### En France
Seule la Lorraine est traversée par cette rivière.

#### Vosges
- D89 & N66 à Bussang
- N66 à Saint-Maurice-sur-Moselle
- Le Pont Jean (N66) entre Saint-Maurice-sur-Moselle et Fresse-sur-Moselle
- D486 au Thillot
- N66 pius D35B à Saulx (commune de Rupt-sur-Moselle)
- ancien pont ferroviaire à Rupt-sur-Moselle
- D35 à Rupt-sur-Moselle
- D466 à Maxonchamp (Rupt-sur-Moselle)
- D35A puis D23 à Dommartin-lès-Remiremont
- ancien pont ferroviaire

confluence de la Moselotte
- D417 à Saint-Étienne-lès-Remiremont
- D417A entre Saint-Étienne-lès-Remiremont & Remiremont
- D42C à Éloyes
- D42B entre Jarménil & Pouxeux

confluence de la Vologne
- pont ferroviaire à Jarménil
- D42A puis N57 entre Arches et Archettes
- Épinal :
  - Pont de l'Armée Patch
  - Île de la Gosse (Épinal) :
    -  ? - Pont Sadi Carnot
    - passerelle
    - Place des 4 Nations - ?
    - Pont Clemenceau
    - Pont Léopold - Passerelle de Bir Hakeim

  - Pont de la République
  - Pont du Saut le Cerf entre Golbey et Épinal
- Pont-Canal de jonction entre la Moselle et le Canal de l'Est entre Golbey & Dogneville
- N57 entre Chavelot et Dogneville
- D62 entre Thaon-les-Vosges & Girmont
- Pont routier à Châtel-sur-Moselle
- D36A entre Vincey & Portieux
- Pont ferroviaire à Langley
- D55A à Charmes

#### Meurthe-et-Moselle
- Pont routier à Bainville-aux-Miroirs
- D9 à Bayon
- D116 à Velle-sur-Moselle
- D74 à Tonnoy
- Pont-Canal du Canal de l'Est
- Pont routier à Flavigny-sur-Moselle
- Viaduc de la N57-A330 entre Flavigny-sur-Moselle & Richardménil

Canal de jonction entre Moselle et canal de la Marne au Rhin
- D115B puis D331 à Méréville
- Pont routier à Neuves-Maisons

confluence du Madon
- Pont ferroviaire à Pont-Saint-Vincent
- Pont de la D974 entre Pont-Saint-Vincent & Neuves-Maisons
- D92 entre Sexey-aux-forges et Maron
- Barrage-route à Villey-le-Sec
- Pont routier à Pierre-la-Treiche
- ponts A31 puis D77 à Chaudeney-sur-Moselle
- Pont D400 (ancienne N4) puis  pont ferroviaire métallique entre Toul & Dommartin-les-Toul

embranchement canal de la Marne au Rhin (branche Ouest)
- Pont de la route de jonction A31-N411 à Toul
- Pont routier puis pont ferroviaire à Gondreville
- D191A à Fontenoy-sur-Moselle
- Barrage routier entre Liverdun & Aingeray
- Pont ferroviaire (XIXe) puis pont routier puis pont ferroviaire à Liverdun
- Pont de la D657 puis ont ferroviaire (ligne Nancy-Metz) entre Pompey et Frouard

embranchement canal de la Marne au Rhin (branche Est)
- Pont routier entre Pompey et Frouard
- Pont bow-string ferroviaire entre Pompey et Frouard

confluence de la Meurthe
- Pont de Custines
- Viaduc de Belleville (A31) puis pont routier entre Belleville & Millery
- Viaduc d'Autreville (A31) entre Belleville & Autreville-sur-Moselle
- Ponts de Scarpone et Pont de Mons entre Dieulouard & Bezaumont
- Carboduc entre Blénod-lès-Pont-à-Mousson & Loisy
- Pont historique de Pont-à-Mousson
- pont de la D910B (déviation de Pont-à-Mousson)
- Viaduc de la Moselle (1510m) pont ferroviaire (TGV) entre Vandières & Champey-sur-Moselle

#### Moselle
- Pont routier de Novéant-sur-Moselle à Corny-sur-Moselle
- ancien aqueduc romain entre Ars & Jouy
- Pont routier d'Ars-sur-Moselle à Jouy-aux-Arches
- double pont métallique ferroviaire
- Pont de Moulins-lès-Metz
- Pont ferroviaire entre Longeville-lès-Metz & Montigny-lès-Metz
- Île Saint-Symphorien :
  - Pont de Verdun entre Longeville-lès-Metz & Metz - petit pont routier
  - Pont accès autoroutier Metz-Centre (A31)
- Metz - Île du Saulcy :
  - Viaduc de l'A31
- Metz - Îles du petit-Saulcy et de Chambières
  - Pont des morts - Moyen-pont
  - Pont Saint-Marcel - Pont des roches
  - Passerelle de la Comédie
  - Pont Moreau - Pont de la Préfecture
  - Pont Saint-Georges
  - Pont Tiffroy - Pont des Grilles

confluence de la Seille
- - Pont Jean Monnet
  - Pont mixte (ferroviaire et routier) - Pont Gambetta
  - Pont routier
- Pont de l'A4 (Argancy)
- Pont de la D52 à Hauconcourt
- Pont de la D55 puis de la D8bis entre Hagondange & Ay-sur-Moselle
- Pont de la D8 entre Mondelange & Bousse
- Viaduc de Richemont (A31)
- Gazoduc de la sidérurgie entre Richemont & Guénange
- Pont de la D60 puis Gazoduc de la sidérurgie entre Uckange & Bertrange
- Viaduc de Beauregard sur l'A31 à Thionville
- double pont métallique ferroviaire
- Pont des Alliés (Thionville)
- pont ferroviaire
- Pont de l'écluse de Kœnigsmacker et pont de Cattenom
- Pont de Gavisse à Malling
- Pont de Contz-les-Bains à Sierck-les-Bains

### Frontière entre leLuxembourg-Allemagne
La Moselle quitte la frontière par un tripoint entre les frontières Française, Allemande et Luxembourgeoise. Dès lors elle forme une frontière naturelle entre ces deux pays.

#### Ponts entre leLuxembourget leLand de Sarre
- Pont entre Schengen (L) & Perl (Sarre)
- Pont autoroutier de l'A13 (L)-Bundesautobahn 8
- Pont entre Remich (L) & Nennig (Sarre)

#### Ponts entre leLuxembourget le Land deRhénanie-Palatinat
- Pont entre Wormeldange (L) & Wincheringen (D)
- Pont entre Grevenmacher (L) & Nittel (D)

à partir de Wasserbillig, la frontière entre l'Allemagne et le Luxembourg suit la Sûre

### Allemagne

#### Land deRhénanie-Palatinat
- Pont ferroviaire à Konz
- Ponts de Trèves :
  - Pont Konrad Adenauer
  - Pont romain de Trèves
  - Pont de l'Empereur Guillaume
  - Pont ferroviaire
- Pont de Trier-Ehrang
- Pont de Schweich
- Pont des Bundesautobahn 1 & Bundesautobahn 602
- Pont de Longuich

La confluence avec le Rhin s'effectue à Coblence